# Holoaerenica bistriata
Holoaerenica bistriata är en skalbaggsart som beskrevs av Lane 1973. Holoaerenica bistriata ingår i släktet Holoaerenica och familjen långhorningar. Inga underarter finns listade i Catalogue of Life.